# كريس أتوه
كريس أتوه (بالإنجليزية: Chris Attoh)‏ (مواليد 17 مايو 1979)، هُو ممثل ومخرج أفلام ومقدم برامج غاني.

## وصلات خارجية
- كريس أتوه على موقع IMDb (الإنجليزية)
- كريس أتوه على موقع قاعدة بيانات الفيلم (الإنجليزية)